# Thomas Siffling

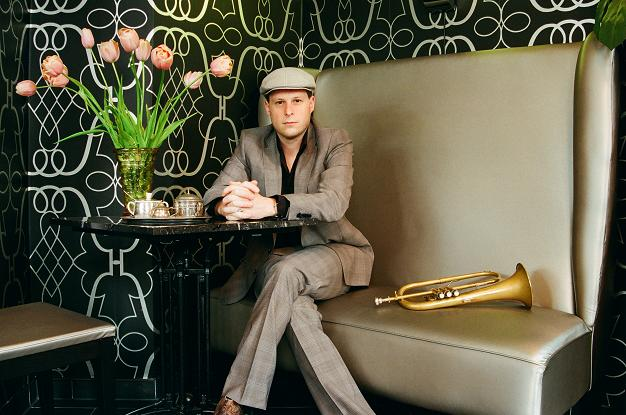
Thomas Siffling

Thomas Siffling (* 18. Dezember 1972 in Karlsruhe) ist ein deutscher Jazzmusiker (Trompete, Komposition) und Musikproduzent mit Wurzeln in Karlsruhe. Er lebt mit seiner Familie in Mannheim.

## Leben und Wirken
Thomas Siffling studierte Jazz-Trompete bei Stephan Zimmermann an der Hochschule für Musik und Darstellende Kunst Mannheim und absolvierte ein künstlerisches Aufbaustudium bei Claus Stötter an der Staatlichen Hochschule für Musik und Darstellende Kunst Stuttgart.
Er war Mitglied des Jugend-Jazzorchesters Baden-Württemberg unter der Leitung von Bernd Konrad und des Bundesjazzorchesters unter der Leitung von Peter Herbolzheimer. 1998 war er an einer Produktion von Maria Schneider für den Hessischen Rundfunk beteiligt. 2000 trat er mit Martin Lejeunes Martin’s Horns beim Deutschen Jazzfestival Frankfurt auf. Im Mai 2001 kam es anlässlich einer Tournee seiner Thomas Siffling Group zur Rundfunkaufzeichnung für den Bayerischen Rundfunk. Er war mit der Mardi Gras.bb im Studio (Zen Rodeo) und auf Tournee durch Europa und Kanada, mit der Rhythm Boiler Street Band in Thailand (u. a. mit Patrick Manzecchi und Alex Morsey). Weiterhin kam es zur Zusammenarbeit mit den Söhnen Mannheims, Pit Baumgartner/DePhazz, MAX (JPop), re:jazz, Jazz X Change, Fritz Münzer, der Rainer Tempel Big Band sowie Festival-Konzerten in Thessaloniki und Tourneen mit dem eigenen Trio (Rumänien, Kanada, Norwegen, Indien). Daneben trat er auch mit „Public Sound Office“ auf.
2007 erschien sein erstes Konzeptalbum kitchen-music. Produzent und Musiker Pit Baumgartner brachte ihn auf die Idee, Jazzmusik mit einem Konzept zu verbinden. So entstand kitchen-music mit Rezepten im Booklet und Schürze sowie Topflappen als Fanartikel. 2009 erschien ein weiteres Konzeptalbum Cruisen.
Von 2000 bis 2018 leitete er die SAP Big Band, mit der er mehrere Alben vorlegte. Im Jahre 2005 wurde er in die Jury des Jazzpreises Baden-Württemberg berufen. Zwischen 2010/11 und 2014 war Siffling Dozent für Jazztrompete an der Hochschule für Musik Saar. Seine erste Ballettmusik veröffentlichte er 2013 für das Kevin O´Day Ballett des Nationaltheaters Mannheim. Im selben Jahr bestritt er mit dem Thomas Siffling Trio eine ausgedehnte Russland-Tournee und gründete das genreübergreifende Hermann Art Kollektiv.
2014 veröffentlichte er mit Claus Boesser-Ferrari Songs mit Musik aus 5 Jahrhunderten als zweites gemeinsames Album. Im Januar 2015 feierte seine zweite Ballettmusik 2 Gents nach einer Novelle von William Shakespeare im Opernhaus des Nationaltheater Mannheim Premiere. 2017 wurde sein elektronisch angehauchtes erstes Quintett-Album FLOW als erste Auskopplung der Jazznarts Records eSeries veröffentlicht. Zahlreiche Konzerte auf renommierten deutschen Festivals folgten. So gastierte er mit Thomas Siffling FLOW u. a. auf den Jazztagen Dresden, den Ludwigsburger Jazztagen, Enjoy Jazz, Das Fest Karlsruhe, Jazz im Hofgarten Düsseldorf, Palatia Jazz, Jazz & Joy Worms uvm.
2018 folgten Konzerte mit Thomas Siffling FLOW auf den Jazzopen Stuttgart und eine erste ClubTournee.
Im April 2018 veröffentlichte er in einer zweiten Zusammenarbeit mit Chin Chin Records das Album ragbag von Club des Belugas & Thomas Siffling.
2022 veröffentlichte er seine erste Weihnachtsfeier Single "Merry Christmas" wo er das erste Mal neben der Trompete auch als Sänger in Erscheinung trat.
Im Mai 2022 veröffentlichte er sehr erfolgreich seine dritte Ballett Musik "Jazz" am Badischen Staatstheater Karlsruhe.
2023 folgte die Veröffentlichung der 7 Inch Vinyl Thomas Siffling Sings "Gentlemen Choice".
Im Mai 2024 erscheint nach sechs Jahren Kreativpause das neue Studio-Album "Gentlemen's Choice", u. a. mit den Singles "Sunny Sunday", "11.3." und "Sunny Afternoon".
Während seiner bisherigen Karriere bereiste Siffling im Rahmen von Tourneen Länder wie Indien, Sri Lanka, Kanada, Haiti, Russland, Südamerika, viele Länder Osteuropas, Skandinaviens und alle Länder Westeuropas.
Mit seiner Firma SP-Siffling Productions betreibt er bis 2018 die Labels Personality Records und Jazznarts Records und agiert nun als Kurator für diverse Konzertreihen wie z. B. die Jazz Nights am Badischen Staatstheater Karlsruhe und die Dessau Jazz Nights am Anhaltischen Theater Dessau.
In Mannheim betreibt Thomas Siffling seit September 2018 erfolgreich den Ella & Louis Live Jazz Club im Mannheimer Rosengarten, mit 4 wöchentlichen Konzerten. Das Ella & Louis wurde nach 2023 auch 2024 wieder, vom international renommierten Downbeat Magazin, als einer der sechs besten Live Jazz Clubs Deutschlands ausgezeichnet.
2023 produzierte Thomas Siffling das erste Mannheim Jazz Festival ebenfalls im Rosengarten, mit Künstlern wie Curtis Stigers, Wolfgang Haffner oder Bill Evans.
Im Mai 2024 geht das Mannheim Jazz Festival in die zweite Runde. Künstler wie Max Mutzke, Barbara Dennerlein, Anika Nilles (Drummerin) und die Nighthawks geben sich im Mannheimer Rosengarten die Ehre.

## Auszeichnungen und Preise
1999 erhielt Siffling den Förderpreis der Stadt Mannheim für junge Künstler. 2000 gewann er mit seinem Quartett (u. a. mit Rainer Böhm, Markus Faller) den ersten Preis beim Daimler-Chrysler-Talentwettbewerb in der Sparte Jazz. 2005 wurde er mit dem renommierten Jazzpreis des Landes Baden-Württemberg ausgezeichnet. 2007 erhielt er ein Stipendium der Kunststiftung Baden-Württemberg und 2023 die höchste bürgerschaftliche Auszeichnung Mannheims, den Bloomaulorden.

## Diskographische Hinweise
- Soft Wind – Thomas Siffling Jazz Quartett 1030-1
- change – Thomas Siffling Trio JAZZ´n´ARTS 2504
- Human Impressions – Thomas Siffling & Public Sound Office Phazz 013
- kitchen-music – Thomas Siffling Trio feat. Xavier Naidoo und Pit Baumgartner JAZZ´n´ARTS 3407
- cruisen – Thomas Siffling Trio feat. Veronika Harcsa und Xaver Fischer JAZZ´n´ARTS 4109
- Thomas Siffling & Daniel Prandl Ballads JAZZ´n´ARTS 5010
- Claus Boesser-Ferrari & Thomas Siffling DuologixJAZZ´n´ARTS 5411
- personal relations – Thomas Siffling Trio JAZZNARTS RECORDS JnA 6313
- Club des Belugas feat. Thomas Siffling The Chin Chin Sessions Chin Chin Records
- Claus Boesser-Ferrari-Thomas Siffling Songs JAZZNARTS RECORDS JnA V0114
- Jazz Ensemble Baden-Württemberg Doors Without Words JAZZNARTS RECORDS JnA 7415
- Thomas Siffling FLOW JAZZNARTS e Series JnA 7717
- Club des Belugas & Thomas Siffling ragbag, JnA 8318
- Thomas Siffling "Merry Christmas" JnA 8422 Single - digital
- Thomas Siffling Sings "Gentlemen's Choice" JnA 8523 7 Inch Vinyl
- Thomas Siffling "Gentlemen's Choice" JnA 8724 Album-CD